# Ал Палацон (Тревизо)
Ал Палацон (итал. Al Palazzon) је насеље у Италији у округу Тревизо, региону Венето.
Према процени из 2011. у насељу је живело 17 становника. Насеље се налази на надморској висини од 8 м.